# NGC 6667
NGC 6667 (другие обозначения — NGC 6668, ZWG 322.44, NGC 6678, IRAS18308+6756, UGC 11269, MCG 11-22-53, PGC 61972) — галактика в созвездии Дракон.
Этот объект занесён в новый общий каталог несколько раз, с обозначениями NGC 6667, NGC 6668, NGC 6678.
Этот объект входит в число перечисленных в оригинальной редакции «Нового общего каталога».
В галактике вспыхнула сверхновая SN 2014F типа II, её пиковая видимая звездная величина составила 16,8.